# Robinsonia berteroi
Robinsonia berteroi là một loài thực vật có hoa trong họ Cúc. Loài này được (DC.) "R.W.Sanders, Stuessy & Martic." miêu tả khoa học đầu tiên năm 1991.